# Chitarra battente

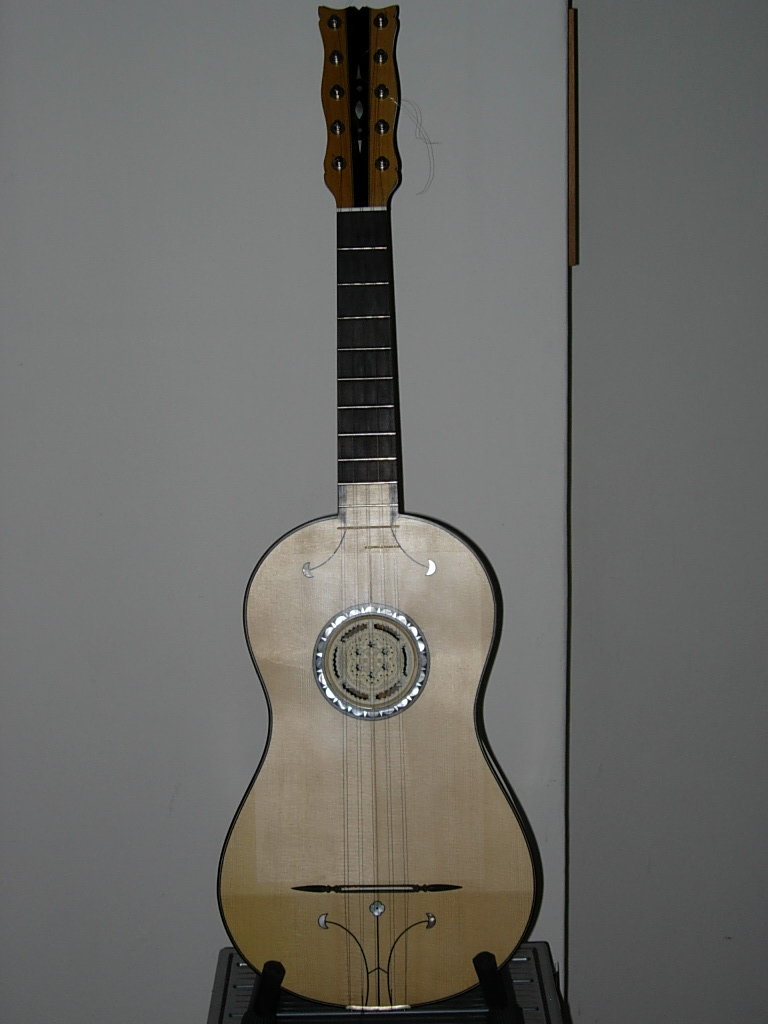
Chitarra battente cilentana

A chitarra battente, por vezes chamada chitarra italiana, é um instrumento musical característico da Itália meridional e pertencente à família dos alaúdes. É dotado de cinco ordens de cordas (10 cordas metálicas dispostas em 5 ordens duplas  ou 14 cordas dispostas em 4 ordens triplas e uma dupla).
Deriva da  guitarra barroca que, por sua vez, nasce na Espanha e tem cinco cordas duplas. Presente no território italiano já no século XIV, a chitarra battente difundiu-se largamente  nos séculos seguintes, especialmente a partir das primeiras décadas do século XVIII, no Lácio, na Campania e, posteriormente, também na Calábria e Puglia, quando se torna popular entre os camponeses como instrumento de acompanhamento de canto, já que a afinação produz enorme quantidade de séries harmônicas que se fundem muito bem com a voz humana. É um instrumento típico da tradição da   Basilicata, Abruzzo, Molise e Campania (em particular, do Cilento). Os principais centros de construção do instrumento localizavam-se na Calábria, em Bisignano, com a família De Bonis (do século XVII em diante).